# سیو جنسن
سیو جنسن (انگلیسی: Siv Jensen؛ زاده ۱ ژوئن ۱۹۶۹) یک سیاست‌مدار اهل نروژ است. وی در سال ۲۰۰۶ میلادی، پس از ۲۸ سال رهبری کارل آی. هاگن، رهبری حزب را بر عهده گرفت و از سال ۲۰۰۶ تا ۲۰۲۱ میلادی رهبر حزب فرمسکریت پارتی بود. 

سیو جنسن، بین سالهای ۲۰۱۳ تا ۲۰۲۰ میلادی در دولت ائتلافی ارنا سولبرگ پست وزارت دارایی را در اختیار داشت. . وی قبل از انتخابات، درسال ۲۰۲۱ میلادی، به خواست خود، از سیاست کناره‌گیری کرد.

## پیشینه
سیو جنسن، که در زبان نروژی (سیو ینسن) تلفظ می‌شود؛ در تاریخ ۱ ژوئن ۱۹۶۹ در اسلو، زاده شده‌است. دوره کودکی وی که نسبتاً با فقر همراه بود، در بخش غربی اسلو سپری شده‌است. سیو در یک خانواده ۳ فرزندی، دختر ارشد خانواده بود. والدین وی مشترکاً صاحب یک دکان کفش فروشی در محله ای در مرکز شهر بودند. بین سالهای ۱۹۷۹ و۱۹۸۰ والدین وی از هم جدا شدند و پدرش به سوئد مهاجرت؛ و در هم آنجا تا زمان مرگش در سال ۱۹۸۹ میلادی زندگی کرد. بعد از دوری پدر از خانواده، سیو، خیلی زود، برای کمک به تأمین مخارج خانواده، مجبور به کار شد و در شرکت مادرش که در زمینه اتوشویی فعالیت داشت، مشغول کار شد.
 سیو، همزمان با کار، از سال ۱۹۸۵ تا ۱۹۸۸ در دبیرستان بازرگانی اسلو، مشغول تحصیل بود. سپس به منظور ادامه تحصیل به برگن رفت و در سال ۱۹۹۲ مدرک کارشناسی اقتصاد و مدیریت از مدرسه عالی بازرگانی نروژ، دریافت کرد. بین سالهای ۱۹۹۲ تا ۱۹۴۴ وی مدتی به عنوان مشاور اقتصادی با یکی از شرکتهای خصوصی رادیو در نروژ، همکاری داشت. 

سیو جنسن، پس از چند هفته ای که به‌طور موقت جذب سازمان جوانان  محافظه کار شده بود، در ۱۸ سالگی به حزب فرمسکریت پارتی پیوست. سپس در سال ۱۹۹۲ میلادی با عضویت در هیئت مدیره حزب در اسلو فعالیت وی صورت کاملاً جدی به خود گرفت. در سال ۱۹۹۳ سیو جنسن، به عنوان عضو علی‌البدل در  مجلس ملی نروژ، به نمایندگی از حزب فرمسکریت پارتی انتخاب شد. وی از سال ۱۹۴۴ تا زمان کناره‌گیری از سیاست، در سال ۲۰۲۱، به صورت تمام وقت در خدمت امور سیاسی بوده‌است.

## یادداشت
1. ↑  https://snl.no/Radio_1